# 朴文秀
朴 文秀（ぼく ぶんしゅう、パク・ムンス、朝鮮語:박문수、1691年 10月28日 - 1756年）は、李氏朝鮮後期の文官。政治家。ドラマ等における暗行御史のモデル。字は成甫。号は耆隠。諡号は忠憲。本貫は高霊。父は朴恒漢。伯父は朴泰漢。

## 生涯
1723年（景宗3年）科挙文科に合格し、文官となる。1724年（英祖元年）兵曹正郎になるが、老論集権により失職する。
1727年には丁未換局で少論が起用されると、四書に登用され、嶺南の中集御史として不正な役人たちを摘発し、1728年李寅坐の乱の際は、呉命恒の従事官として戦功を立て、慶尚道観察使に抜擢され、奮武功臣二位で霊成君に任命された。 1730年参賛官になり、湖西御史として飢えた民の救済に力をつくした。1734年には真珠社副使として清へ行く。しかし安東書院を撤廃により弾劾を受けて豊徳副詞に左遷。
1741年（英祖17年）禁衛大将となり、咸鏡道賑恤社で慶尚道に穀食1万俵を送り、飢民を救済して頌徳碑が立てられた。1742年兵曹判書。1743年京畿道観察使になったが赴任せず、1744年黄海道水軍節度使に左遷された。1749年戸曹判書になって両班の弊害を論じて忠州牧使にまた左遷された。その後、嶺南均税使を経て、判義禁府事の時に世孫士夫となるが、1752年王世孫の懿昭世子が死ぬと薬調合の責任を追及され済州島に流された。
1753年に罪を許され、右参賛に昇進。

## 評価
観察使など、地方官としての軍政と政情に明るかったと伝わっているが、押しの強い性格のため、領議政にはなれなかった。

## 暗行御史としての活動
暗行御史の典型で知られるが、実際は暗行御史に任命された事は無く、瞥見御史に4回派遣されただけとされている。

## その他
子の居なかった文秀は伯父である朴泰漢の孫の1人を養子として迎えた。

## 朴文秀を演じた俳優
- ユ・ジュンサン - 暗行御史パク・ムンス（2002年 MBC 文化放送 ドラマ）
- イ・ウォンジョン - 秘密の扉 (2014年 SBS ドラマ)
- クォン・ユル - ヘチ 王座への道 (2019年 SBS ドラマ)